# Geoffrey Kamworor
Geoffrey Kipsang Kamworor (28 novembre 1992) è un maratoneta e mezzofondista keniota, ex detentore del record mondiale della mezza maratona.

## Palmarès
| Anno | Manifestazione             | Sede           | Evento         | Risultato | Prestazione | Note                                     |
| ---- | -------------------------- | -------------- | -------------- | --------- | ----------- | ---------------------------------------- |
| 2011 | Mondiali di cross          | Punta Umbría   | Corsa U20      | Oro       | 22'21"      |                                          |
| 2011 | Mondiali di cross          | Punta Umbría   | A squadre      | Oro       | 20 p.       |                                          |
| 2014 | Mondiali di mezza maratona | Copenaghen     | Individuale    | Oro       | 59'08"      | Miglior prestazione mondiale stagionale  |
| 2014 | Mondiali di mezza maratona | Copenaghen     | A squadre      | Argento   | 2h59'38"    |                                          |
| 2015 | Mondiali di cross          | Guiyang        | Corsa seniores | Oro       | 34'52"      |                                          |
| 2015 | Mondiali di cross          | Guiyang        | A squadre      | Argento   | 20 p.       |                                          |
| 2015 | Mondiali                   | Pechino        | 10000 m piani  | Argento   | 27'01"76    |                                          |
| 2016 | Mondiali di mezza maratona | Cardiff        | Individuale    | Oro       | 59'10"      | Miglior prestazione personale stagionale |
| 2016 | Mondiali di mezza maratona | Cardiff        | A squadre      | Oro       | 2h58'58"    |                                          |
| 2016 | Giochi olimpici            | Rio de Janeiro | 10000 m piani  | 11º       | 27'31"94    |                                          |
| 2017 | Mondiali di cross          | Kampala        | Corsa seniores | Oro       | 28'24"      |                                          |
| 2017 | Mondiali di cross          | Kampala        | A squadre      | Argento   | 22 p.       |                                          |
| 2017 | Mondiali                   | Londra         | 10000 m piani  | 6º        | 26'57"77    | Miglior prestazione personale stagionale |
| 2018 | Mondiali di mezza maratona | Valencia       | Individuale    | Oro       | 1h00'02"    | Miglior prestazione personale stagionale |
| 2018 | Mondiali di mezza maratona | Valencia       | A squadre      | Argento   | 3h02'40"    |                                          |
| 2019 | Mondiali di cross          | Aarhus         | Corsa seniores | Bronzo    | 31'55"      |                                          |
| 2019 | Mondiali di cross          | Aarhus         | A squadre      | Argento   | 43 p.       |                                          |
| 2022 | Mondiali                   | Eugene         | Maratona       | 5º        | 2h07'14"    | Miglior prestazione personale stagionale |
| 2023 | Mondiali di cross          | Bathurst       | Corsa seniores | 4º        | 29'37"      |                                          |
| 2023 | Mondiali di cross          | Bathurst       | A squadre      | Oro       | 22 p.       |                                          |

## Campionati nazionali
2012
- Oro ai campionati kenioti, 5000 m piani - 13'31"3

2015
- Oro ai campionati kenioti, 5000 m piani - 13'14"7

2016
- Oro ai campionati kenioti di corsa campestre - 28'19"

2017
- Bronzo ai campionati kenioti di corsa campestre - 29'03"

2018
- Oro ai campionati kenioti di corsa campestre - 28'32"

2019
- Oro ai campionati kenioti, 10000 m piani - 27'24"76
- 5º ai campionati kenioti di corsa campestre - 30'04"

2020
- Argento ai campionati kenioti di corsa campestre - 30'05"

2022
- 6º ai campionati kenioti di corsa campestre

2024
- 4º ai campionati kenioti di corsa campestre - 28'43"

## Altre competizioni internazionali
2011
- Argento alla Mezza maratona di Delhi ( Nuova Delhi) - 59'31"
- Oro alla Mezza maratona di Berlino ( Berlino) - 1h00'38"

2012
- Bronzo alla Maratona di Berlino ( Berlino) - 2h06'12"
- Oro alla World 10K Bangalore ( Bangalore) - 28'00"

2013
- Bronzo alla Maratona di Berlino ( Berlino) - 2h06'26"
- 4º alla Maratona di Rotterdam ( Rotterdam) - 2h09'12"
- Argento alla Mezza maratona di Delhi ( Nuova Delhi) - 59'30"

2014
- 4º alla Maratona di Berlino ( Berlino) - 2h06'39"
- 6º alla Maratona di Tokyo ( Tokyo) - 2h07'37"
- Argento alla Mezza maratona di Delhi ( Nuova Delhi) - 59'07"
- Oro alla World 10K Bangalore ( Bangalore) - 27'44"

2015
- Argento alla Maratona di New York ( New York) - 2h10'48"

2016
- Argento al Prefontaine Classic ( Eugene), 5000 m piani - 12'59"98

2017
- Oro alla Maratona di New York ( New York) - 2h10'53"
- Bronzo al Prefontaine Classic ( Eugene), 5000 m piani - 13'01"35

2018
- Bronzo alla Maratona di New York ( New York) - 2h06'26"
- Oro alla World 10K Bangalore ( Bangalore) - 28'18"

2019
- Oro alla Maratona di New York ( New York) - 2h08'13"
- Oro alla Mezza maratona di Copenaghen ( Copenaghen) - 58'01"

2021
- 4º alla Maratona di Valencia ( Valencia) - 2h05'23"
- Argento alla Mezza maratona di Istanbul ( Istanbul) - 59'38"

2022
- 18º alla Maratona di Boston ( Boston) - 2h11'49"

2023
- Argento alla Maratona di Londra ( Londra) - 2h04'23

2024
- 5º alla Maratona di New York ( New York) - 2h08'50"

2025
- Oro alla Maratona di Rotterdam ( Rotterdam) - 2h04'33"
- Argento alla Mezza maratona di Barcellona ( Barcellona) - 58'44"